# Umgransele
Umgransele ist ein Ort (småort) in der schwedischen Provinz Västerbottens län, in der historischen Provinz (landskap) Lappland in der Gemeinde Lycksele.
Der Ort liegt etwa 20 km nordwestlich vom Hauptort der Gemeinde, Lycksele am Ume älv. Umgransele hat einen Bahnhof an der Bahnstrecke Hällnäs–Storuman. Regelmäßiger Personenverkehr findet hier allerdings nicht statt. Durch den Ort führt die Europastraße 12.